# Bruny Island
Bruny Island (Nuenonne (lokalt sprog): Lunawanna-alonnah  ) er en ø på ca. 362 km² som ligger ud for den sydøstlige kyst af Tasmanien syd for Australien. Øen er adskilt fra det tasmanske fastland af D'Entrecasteaux-kanalen. og dens østkyst ligger i det Tasmanske Hav. Øen og kanalen er begge opkaldt efter den franske opdagelsesrejsende Bruni d'Entrecasteaux.

## Geografi
Bruny Island er faktisk to landmasser, Nord- og Syd Bruny, som er forenet af en lang, smal sandet landtange (ofte omtalt som "Halsen"). Hele øen er ca. 50 kilometer lang. Feriebyen Dennes Point ligger i Nord Bruny, mens Syd Bruny er stedet for byerne Alonnah, Adventure Bay og Lunawanna.